# HIST2H2BF
HIST2H2BF‏ (Histone cluster 2 H2B family member f) هوَ بروتين يُشَفر بواسطة جين HIST2H2BF في الإنسان.